# Elie Tawk
Elie Youssef Tawk (in arabo ايلى يوسف طوق‎?; 1º novembre 2002) è un fondista libanese.

## Biografia
Ha fatto parte della spedizione libanese ai Giochi olimpici giovanili di Losanna 2020, classificandosi 83º nel cross e 84º nello sprint.
Ha esordito ai mondiali a Oberstdorf 2021.
Ha rappresentato il libano all'Olimpiade invernale di Pechino 2022, dove ha ottenuto l'87º posto nello sprint e il 92º nella 15 km tecnica classica. Ai Mondiali di Planica 2023 è stato 126º nella 15 km e a quelli di Trondheim 2025 si è classificato 166º nella 10 km e 166º nella sprint.